# Пруднікова Галина Яківна
Галина Яківна Пруднікова (Завгородня) (1921) — українська художниця та вишивальниця, майстриня петриківського розпису.

## Життєпис
У 1938 році закінчила Петриківську школу декоративного малювання, де її вчителькою була відома майстриня Тетяна Пата. У 1939—1941 роках працювала вишивальницею артілі ім. Лесі Українки у Полтаві. Згодом перейшла на роботу художника у Фабрику петриківського розпису «Дружба», де працювала з моменту її створення у 1958 році.
Учасниця республіканський виставок з 1947 року, декадних — з 1951 року.
Твори майстрині зберігаються у Національному музеї українського народного декоративного мистецтва (м. Київ), Дніпропетровському художньому музеї (м. Дніпро) і Дніпропетровському історичному музеї імені Дмитра Яворницького (м. Дніпро).

## Літературні джерела
- Глухенька Н. Петриківські розписи. Київ: Мистецтво, 1973.
- Петриківка: Альбом репродукцій. — Дніпропетровськ: Дніпрокнига, 2001 (перевидання 2004). — 216 с.
- Петриківський розпис: Книга-альбом / упорядник О. І. Шестакова. — Київ: Мистецтво, 2016 (2015). — 240 с.